# Administrateur du transport de personnes
Ne pas confondre avec Exploitant agricole aussi appelé Chef d'exploitation.
Pour les articles homonymes, voir administrateur.
Un administrateur du transport de personnes (Suisse : Agent de transport par route ; Belgique : planificateur) est un professionnel qui organise le transport des voyageurs en fonction des besoins spécifiques. Il coordonne l'activité des chauffeurs et l'exploitation des véhicules, gère un réseau de lignes, ainsi que le matériel qui leur est affecté.

## Conditions générales d'exercice de la profession
Cette profession s'exerce, régulièrement, dans les sociétés de transport en commun et/ou celles organisatrices de séjours en autocars de tourisme. L'administrateur est le lien entre les usagers et les chauffeurs. Son activité consiste à planifier les autocars, affecter le personnel roulant et coordonner les déplacements. 
En Belgique on le dénomme "planificateur", en Suisse, le terme utilisé est "agent de transport par route" ou "disponent".